# Феррари, Джанмарко
Джанмарко Феррари (итал. Gian Marco Ferrari; родился 15 февраля 1992 года, Парма, Италия) — итальянский футболист, защитник клуба «Салернитана».

## Клубная карьера
Воспитанник клуба Парма. Летом 2011 года Феррари на правах аренды присоединился к «Ренате». 
3 июля 2013 года присоединился к «Губбио» на правах совместной сделки за 300 000 евро. В обратную сторону отправился Кристианом Дамиано за ту же цену. 
В июне 2014 года Парма выкупила Феррари за 200 000 евро и Луку Прокаччи за ту же сумму, взамен продала Джулиано Лаеццу (за 200 000 евро).
3 июля 2014 года Феррари взят в аренду «Кротоне».